# Marvin Akahomen
Marvin Akahomen (* 15. Juli 2007) ist ein schweizerisch-nigerianischer Fussballspieler.

## Karriere

### Verein
Akahomen begann seine Laufbahn beim FC Affoltern am Albis. Im Sommer 2020 schloss er sich dem Grasshopper Club Zürich an, ehe er zur Saison 2021/22 zum FC Basel wechselte. Am 30. April 2023 gab der Innenverteidiger beim 4:1-Sieg gegen den FC Winterthur im Alter von 15 Jahren, neun Monaten und 15 Tagen sein Debüt in der Super League, als er kurz vor Spielende eingewechselt wurde. Damit wurde er zum drittjüngsten Spieler in der Geschichte der 2003 gegründeten Super League. Nach einem weiteren Profieinsatz bis zum Saisonende kam Akahomen in der anschliessenden Saison 2023/24 hauptsächlich in der zweiten Mannschaft des Vereins in der drittklassigen Promotion League zum Einsatz und spielte mit der Jugend zudem in der UEFA Youth League. Im Frühjahr 2024 stattete ihn der Verein mit einem Profivertrag bis Jahresende 2026 aus.
Im Januar 2025 verlieh ihn der FC Basel für ursprünglich beabsichtigte eineinhalb Jahre an den FC Wil in die Challenge League. Im März 2025 erzielte er das erste Tor für die Äbtestädter. Sein Tor zum 2:2 gegen den FC Aarau fiel überraschend in der letzten Nachspielminute. Nach fünf bestrittenen Spielen für den FC Wil wurde die Leihe am 31. März 2025 aufgrund einer Verletzung von Basels Innenverteidiger Finn van Breemen frühzeitig abgebrochen und Akahomen kehrte nach Basel zurück.

### Nationalmannschaft
Akahomen spielte im Mai 2022 zweimal für die Schweizer U15-Auswahl. Im September 2022 debütierte er in der U16-Nationalmannschaft. Im Frühjahr 2023 nahm er mit der U17-Auswahl an der U17-Europameisterschaft teil.